# Amolops spinapectoralis
Amolops spinapectoralis es una especie de anfibio anuro de la familia Ranidae.

## Distribución geográfica yhábitat
Es endémica del centro de Vietnam; quizá en zonas adyacentes de Laos y Camboya. Su rango altitudinal oscila entre 800 y 1000 m s. n. m..